# Grego Acebedo
Gregorio Acebedo García (Almargen, 31 de març de 1987), més conegut com a Grego Acebedo, és un artista plàstic que ha desenvolupat la seua carrera artística en l'àmbit del graffiti i la creació de Falles i Fogueres. A través de l'artista faller Juan Lluch entra en el món de les Falles, dins del qual té com un dels seus referents al borrianenc Vicent Martínez.
La seua experiència en el món de l'art urbà fa que les seues obres tinguen molts trets d'aquesta disciplina. L'esculptura i la pintura de les seues Falles transporta al volum les expressions i composicions habituals de les creacions artístiques vinculades al street art. Atorga una importància capital a la tria de color per als seus treballs. No sembla estrany que el seu coneixement profund del panorama internacional de l'art de carrer el duga a col·laborar amb Dulk, qui realitza per a Grego dissenys per alguns dels seus cadafals infantils.
Planta les seues primeres Falles infantils en 2014 a Benicarló a les demarcacions de Nou Barri i L'Embut. Un any després aconsegueix el Ninot Indultat de les Falles de la localitat del Baix Maestrat i es produeix la seua incursió a les Falles de València a la façana marítima creant la primera Falla infantil a Escalante - Marina.En 2016 obté el tercer premi de secció especial de les Falles de Torrent amb Ramon y Cajal. A més d'aquestes comissions també comptaran amb ell Andrés Piles - Salvador Tuset, Passeig Albereda - Avinguda França i Comte de Salvatierra - Cirilo Amorós. Amb aquesta última realitza la primera Falla infantil en la Secció Especial del Cap i Casal dedicada a la comunicació. En 2020 oferirà de nou la seua creativitat amb una Falla dedicada a la muntanya i la vida en la natura.
A les Fogueres d'Alacant arranca en 2018 quan junt a Fernando Foix debuta en categoria especial amb "Trappist-1", un treball de caràcter futurista amb una composició completament aèria que gaudirà d'una excel·lent acollida fent-se amb el segon premi. Aquesta unió artística continuarà a l'any següent al mateix districte comptant amb el disseny de Carlos Corredera. Obtenen el ninot indultat i el tercer premi amb "Un gir copernicà", foguera que jugant amb el concepte de gir llança als infants un missatge d'igualtat i diversitat dins de la societat actual.
La comissió Plaça Doctor Collado el distingeix amb el Premi Salvador Debón a l'artista revelació en 2017. Un any després en 2018 guanya el premi al millor ninot de portada organitzat per la revista Actualidad Fallera amb la figura presentada a l'exposició del ninot de València per la comissió Passeig Albereda - Avinguda França.